# Khānjīn
Khānjīn (persiska: خان جين, خانِجين, خانجين, Khān Jīn) är en ort i Iran.   Den ligger i provinsen Zanjan, i den nordvästra delen av landet, 290 km väster om huvudstaden Teheran. Khānjīn ligger 1 691 meter över havet och antalet invånare är 396.
Terrängen runt Khānjīn är platt åt nordost, men åt sydväst är den kuperad.Runt Khānjīn är det ganska glesbefolkat, med 47 invånare per kvadratkilometer. Närmaste större samhälle är Zarrīnābād, 3,3 km öster om Khānjīn. Trakten runt Khānjīn består i huvudsak av gräsmarker.